# Cordillera Domeyko
Cordillera Domeyko je horské pásmo na severu Chile.
Rozkládá se ze severu k jihu mezi 22,5°a 27,5°jižní šířky a tvoří jižní část tzv. Chilské Prekordillery. Ta pokračuje dále severně až k 18° jižní šířky. Cordillera Domeyko dosahuje výšek 3 500 až 4 500 metrů a má délku okolo 500 kilometrů.
Východně od pohoří leží sníženina s řadou bezodtokých solných plání z nichž největší je Salar de Atacama. Západně se nachází tzv. Chilské podélné údolí.
Cordillera Domeyko je tvořena prvohorními magmatickými a vulkanickými horninami.